# Breviceps branchi
Breviceps branchi es una especie de anfibio anuro de la familia Brevicipitidae.

## Distribución geográfica
Esta especie es endémica de la Provincia Cabo del Norte en Sudáfrica. Se encuentra en la costa de Namaqualand.

## Etimología
Esta especie lleva el nombre en honor a William Roy Branch.

## Publicación original
- Channing, 2012: A new species of rain frog from Namaqualand, South Africa (Anura: Brevicipitidae: Breviceps). Zootaxa, n.º 3381, p. 62-68.[4]